# Pandémie de Covid-19 à la Dominique
La pandémie de Covid-19 à la Dominique démarre officiellement le 22 mars 2020. À la date du 24 octobre 2022, le bilan est de 74 morts.

## Contexte
Le 12 janvier 2020, l'Organisation mondiale de la santé (OMS) a confirmé qu'un nouveau coronavirus était à l'origine d'une maladie respiratoire chez un groupe de personnes de la ville de Wuhan, dans la province du Hubei, en Chine, qui a été signalée à l'OMS le 31 décembre 2019,. 
Le taux de létalité lié au Covid-19 a été beaucoup plus faible que le SRAS de 2003, mais la transmission a été significativement plus élevée, avec un nombre total de morts important.

## Chronologie

### Mars 2020
Le 22 mars, le premier cas de Covid-19 du pays a été annoncé, un homme de 54 ans qui est revenu du Royaume-Uni.

## Statistiques

Nombre de cas à la Dominique depuis le début de l'épidémie.

Nombre de morts à la Dominique depuis le début de l'épidémie.